# Assalto a Wall Street
Assalto a Wall Street (Assault on Wall Street) è un film del 2013 diretto da Uwe Boll.

## Trama
Jim e Rosie fanno parte di una tranquilla e serena famiglia, quest'ultima sta riprendendosi dal tumore che ha avuto. In un attimo la crisi di Wall Street fa cadere il mondo dell'economia e incide anche sulla vita della coppia. Niente più previdenza sociale, niente più mutuo. Procedendo con la cura della moglie, Jim non riesce a trovare i soldi e quindi un susseguirsi di eventi che lo gettano nello sconforto gli danno anche la forza di iniziare una vendetta contro i responsabili del tracollo finanziario.